# Streblognathus
Streblognathus é um gênero de insetos, pertencente a família Formicidae.